# Spoorlijn Ychoux - Biscarrosse-Plage
De spoorlijn Ychoux - Biscarrosse-Plage was een Franse spoorlijn van Ychoux naar Biscarrosse. De lijn was 32,5 km lang.

## Geschiedenis
Het eerste gedeelte van de lijn, tussen Ychoux en Parentis werd geopend door de Societé des chemins de fer d'intérêt local du département des Landes op 27 oktober 1890. Na het overgaan van de concessie in 1901 werd het gedeelte tussen Parentis en Biscarrosse-Bourg op 22 maart 1903 geopend door de Societé des chemins de fer d'intérêt local de Soustons à Léon. Vanaf 1906 was de concessie in handen van de Société des chemins de fer du Born et du Marensin, deze maatschappij opende de lijn tot Naouas op 26 april 1909 en van Naouas naar Biscarrosse-Plage op 11 september 1909. 
Personenvervoer werd definitief opgeheven op 17 december 1949. Goederenvervoer was er tussen Biscarrosse-Bourg en Biscarrosse-Plage tot 1 januari 1962, tussen Parentis-en-Born en Biscarrosse-Bourg tot 1 januari 1983 en tussen Ychoux en Parentis-en-Born tot 1 april 1989.

## Aansluitingen
In de volgende plaatsen is of was er een aansluiting op de volgende spoorlijnen:
Ychoux
RFN 655 000, spoorlijn tussen Bordeaux-Saint-Jean en en Irun
lijn tussen Ychoux en Moustey
Naouas
lijn tussen Naouas en Mimizan-Plage